# Эндрюс, Джесси
Джесси Эндрюс (англ. Jessie Andrews; род. 22 марта 1992, Майами, Флорида, США) — американская модель, порноактриса, диджей, предпринимательница, дизайнер, кинопродюсер и фотограф. Основательница и генеральный директор четырёх предприятий, создательница ювелирного бренда Bagatiba, а также брендов Basic Swim и Jeu Illimité. Эндрюс работала в порноиндустрии в 2010—2015 годах, снявшись за это время в 271 порнофильме, за роли в одном из которых, Portrait of a Call Girl, была удостоена нескольких актёрских наград, в том числе награды «Лучшая новая старлетка».

## Личная жизнь
Предки Эндрюс ирландского и латышского происхождения, также она на четверть китаянка со стороны отца. В 2010 году Джесси бросила школу всего за три месяца до завершения учёбы и отправилась на запад в Лос-Анджелес, чтобы начать карьеру в кино и на телевидении. В течение года Джесси стала одной из немногих порноактрис, которая прорвалась к мейнстриму — на неё обратили внимание в журналах GQ и Hypebae, а компания American Apparel сделала её своей моделью. Благодаря своим успехам Джесси перешла к успешной карьере модели, украшая обложки LA Weekly Monster Children, и C-Heads. К 20 годам Джесси была моделью, международным диджеем и кинопродюсером.

## Карьера
Эндрюс родилась 22 марта 1992 года в Майами, штат Флорида. В возрасте 17 лет, прежде чем начать работу в индустрии кино для взрослых, Эндрюс работала в качестве торгового партнёра American Apparel. В конце 2010 года она переехала в Лос-Анджелес (штат Калифорния). Карьеру в порнобизнесе Эндрюс начала в 2012 году в лесбийских порнографических фильмах.
В 2012 году Эндрюс снялась в музыкальном клипе диджея Borgore «Decisions», в котором также была задействована Майли Сайрус. В январе 2014 года Эндрюс вместе с ещё тремя порноактрисами, Даной Деармонд, Асой Акирой и Шанель Престон были представлены в Cosmopolitan в статье под названием «4 Porn Stars on How They Stay Fit». Статья была вдохновлена комментарием актрисы и экс-модели Габриэль Юнион на ток-шоу Конана О’Брайена о стремлении порнозвёзд следовать фитнес-рутине, которое она видела в своём тренажерном зале.
В 2012 году Эндрюс запустила свою собственную ювелирную линию Bagatiba. Она моделировала одежду для компаний American Apparel, RVCA и The Hundreds. Она ведёт колонку секс-советов в журнале Galore. В 2016 году Эндрюс запустила линию купальников Basic Swim, а в 2017 году линию женской одежды Jeu Illimite и свой творческий офис 1201 B Studios.
В ноябре 2012 года Эндрюс выпустила ремикс на песню Анны Луно и Flume «I Met You», сделав его доступным для бесплатной загрузки. В декабре того же года Эндрюс выпустила свои ремиксы песни Disclosure и Сэма Смита «Latch».
В октябре и ноябре 2013 года Джесси Эндрюс отправилась в тур по Канаде в качестве диджея, выступив в Монреале, Тандер-Бее, Виктории, Эдмонтоне, Ванкувере и Калгари. Эндрюс также гастролировала в Азии, сыграв на фестивалях FLY в Сингапуре, We the Fest в Джакарте и Sunny Side Up Festival в Potato Head на Бали. В 2015 году Джесси Эндрюс гастролировала по Северной Америке, играя в таких ночных клубах как Marquee (Нью-Йорк), Exchange LA (Лос-Анджелес), LIV (Майами) и на Ultra Music Festival в том же Майами. В ноябре 2015 года Эндрюс совершила поездку по Австралии с крупнейшим фестивалем в этой стране Stereosonic, выступив в Сиднее, Мельбурне, Перте, Аделаиде и Брисбене, а также в Сингапуре вместе с Дипло. В 2016 году Джесси выпустила ещё один сингл «Slowly» на лейбле OneLove Recordings.
| Год  | Название                   | Лейбл                   |
| ---- | -------------------------- | ----------------------- |
| 2013 | «I Never Knew»             | Ultra Records           |
| 2014 | «In Motion» EP             | ZIVS/Metropolis Records |
| 2014 | «You Won’t Forget Tonight» | Ultra Records           |
| 2015 | «Usually Deep» EP          | ZIVS/Metropolis Records |
| 2015 | «GRIND»                    | OneLove Recordings      |
| 2015 | «Slowly»                   | OneLove Recordings      |

## Дизайн и предпринимательство
В июле 2012 года Джесси начала разрабатывать ювелирные украшения. Созданный ею ювелирный бренд Bagatiba быстро стал популярным среди знаменитостей, их носили Джиджи Хадид, Кайли Дженнер и семья Кардашян. По мере того, как компания росла, её продукция появилась на страницах многих ведущих модных изданий, таких как Vogue и Refinery29. Интернет-магазин бренда стала одним из лучших магазинов Shopify. Одновременно Джесси выпустила два других модных бренда: Basic Swim, коллекцию купальников в минималистском стиле, и Jeu Illimité, линию готовой женской одежды. Штаб-квартира Эндрюс располагается в центре Лос-Анджелеса в 1201 B Studios.

## Премии и номинации
| Год  | Категория   | Награда                        | Фильм                   |
| ---- | ----------- | ------------------------------ | ----------------------- |
| 2012 | AVN Award   | Лучшая актриса                 | Portrait of a Call Girl |
| 2012 | XBIZ Award  | Acting Performance of the Year | Portrait of a Call Girl |
| 2012 | XBIZ Award  | Новая старлетка года           |                         |
| 2012 | XRCO Award  | Лучшая актриса                 | Portrait of a Call Girl |
| 2012 | XRCO Award  | Новая старлетка                |                         |
| 2015 | XBIZ Awards | Лучшая лесбийская сцена        | Jessie Loves Girls      |